# Mobilabium
Mobilabium é um género botânico pertencente à família das orquídeas (Orchidaceae).